# چارنا وودا (استان اوپوله)
چارنا وودا (به لهستانی: Czarna Woda) یک منطقهٔ مسکونی در لهستان است که در گمینا موروو واقع شده‌است. چارنا وودا ۳۲ نفر جمعیت دارد.